# Maximo Junta
Maximo Junta (* 2. Dezember 1950) ist ein ehemaliger philippinischer Radrennfahrer.

## Sportliche Laufbahn
Junta war im Straßenradsport und im Bahnradsport aktiv. Er war Teilnehmer der Olympischen Sommerspiele 1972 in München. Im olympischen Straßenrennen schied er beim Sieg von Hennie Kuiper aus dem Rennen aus. 
In der Einerverfolgung des olympischen Turniers schied er in der Qualifikationsrunde aus.